# Sayonara (film, 1957)
Pour les articles homonymes, voir Sayonara.
Pour plus de détails, voir Fiche technique et Distribution.
Sayonara est un film américain de Joshua Logan, sorti en 1957, d'après le roman du même nom (en) de James A. Michener publié en 1954.

## Synopsis
Pendant la guerre de Corée, il était interdit aux Américains en poste au Japon de se marier avec des Japonaises. Le film relate l'histoire de deux de ces amours interdites.

## Fiche technique
- Titre français : Sayonara
- Titre original : Sayonara
- Réalisation : Joshua Logan
- Scénario : Paul Osborn, d'après le roman du même nom (en) de James A. Michener (1954)
- Producteur : William Goetz
- Société de production : Pennebaker Productions
William Goetz Productions
- Société de distribution : Warner Bros.
- Photographie : Ellsworth Fredericks
- Musique : Franz Waxman
- Costumes : Norma Koch
- Pays d'origine : États-Unis
- Format : couleur (Technicolor) - 2.35:1 - son : 4-Track Stereo (RCA Sound Recording)
- Langue : anglais
- Genre : mélodrame
- Durée : 147 min
- Dates de sortie :
  -  États-Unis : 5 décembre 1957
  -  France : 26 mars 1958
- Affiche : Jean Mascii (France)

## Distribution
- Marlon Brando (VF : Claude Bertrand) : le major Lloyd Gruver
- Patricia Owens : Eileen Webster (Hélène en VF)
- Red Buttons (VF : Michel Gudin) : Joe Kelly
- Miiko Taka (VF : Nelly Benedetti) : Hana-ogi
- Ricardo Montalban (VF : Roger Rudel) : Nakamura
- Martha Scott (VF : Lita Recio) : Mme Webster
- Miyoshi Umeki (VF : Rolande Forest) : Katsumi Kelly
- James Garner (VF : Raymond Loyer) : le capitaine Mike Bailey
- Kent Smith (VF : Claude Péran) : le général Mark Webster
- Douglas Watson (VF : René Arrieu) : le colonel Crawford
- Reiko Kuba (VF : Sophie Leclair) : Fumiko-San
- Soo Yong : Teruko-San
- Carlo Fiori (VF : Jacques Beauchey) : l'aumônier
- Phil Rhodes (VF : Jean Violette) : le docteur
- Harlan Warde (VF : Maurice Dorléac) : le consul
- James Stacy : un reporter (non crédité)

## Distinctions

### Récompenses
- Oscars 1958 : 
  - Oscar du meilleur acteur dans un second rôle pour Red Buttons
  - Oscar de la meilleure actrice dans un second rôle pour Miyoshi Umeki
  - Oscar de la meilleure direction artistique pour Ted Haworth et Robert Priestley
  - Oscar du meilleur son pour George Groves

### Nominations
- Oscars 1958 :
  - Oscar du meilleur film
  - Oscar du meilleur réalisateur pour Joshua Logan
  - Oscar du meilleur acteur pour Marlon Brando
  - Oscar du meilleur scénario adapté pour Paul Osborn
  - Oscar de la meilleure photographie pour Ellsworth Fredericks
  - Oscar du meilleur montage pour Arthur P. Schmidt et Philip W. Anderson

## Autour du film
- Dans ce film, Marlon Brando est un officier américain alors que, l'année précédente, il jouait un Japonais dans La Petite Maison de thé (The Tea House of the August Moon).
- Le scénario rappelle l'argument de l'opéra italien Madame Butterfly de Giacomo Puccini, créé le 17 février 1904 à La Scala de Milan.